# William M. Whittington
William Madison Whittington (* 4. Mai 1878 in Little Springs, Franklin County, Mississippi; † 20. August 1962 in Greenwood, Mississippi) war ein amerikanischer Politiker. Zwischen 1925 und 1951 vertrat er den dritten Wahlbezirk des Bundesstaates Mississippi im US-Repräsentantenhaus.

## Werdegang
William Whittington besuchte die öffentlichen Schulen im Franklin County und danach bis 1898 das Mississippi College in Clinton. Nach einem Jurastudium an der University of Mississippi in Oxford und seiner im Jahr 1899 erfolgten Zulassung als Rechtsanwalt begann er ab 1901 in Roxie im Franklin County in seinem neuen Beruf zu arbeiten.
Im Jahr 1904 zog Whittington nach Greenwood, wo er ebenfalls als Rechtsanwalt, aber auch in der Landwirtschaft tätig war. Er wurde Mitglied der Demokratischen Partei und war zwischen 1907 und 1911 Stadtrat in Greenwood. Zwischen 1916 und 1920 saß er im Senat von Mississippi; 1923 wurde er erneut für vier Jahre in dieses Gremium gewählt. Er legte sein Mandat aber im August 1924 nieder, weil er die Nominierung seiner Partei für den US-Kongress annehmen wollte. Zwischen 1920 und 1948 war Whittington Delegierter zu insgesamt fünf Democratic National Conventions.
1924 wurde Whittington im dritten Distrikt von Mississippi in das US-Repräsentantenhaus in Washington, D.C. gewählt, wo er am 4. März 1925 die Nachfolge von William Y. Humphreys antrat. Nach zwölf Wiederwahlen konnte er bis zum 3. Januar 1951 insgesamt 13 Legislaturperioden im Kongress absolvieren. Von 1937 bis 1947 war er Vorsitzender des Hochwasserausschusses, von 1949 bis 1951 Mitglied im Ausschuss für öffentliche Arbeiten. 1950 verzichtete Whittington auf eine weitere Kandidatur. Er verließ Washington und arbeitete in Greenwood wieder als Rechtsanwalt. Dort ist er im August 1962 verstorben.